# 2010年冬季奥林匹克运动会乌克兰代表团
2010年冬季奥林匹克运动会乌克兰代表团是乌克兰所派出的2010年冬季奥林匹克运动会代表团。这是该国第五次参加冬季奥运，結果未能贏得任何一面獎牌。